# Nanpiao (häradshuvudort i Kina)
Nanpiao (kinesiska: 南票) är en häradshuvudort i Kina. Den ligger i provinsen Liaoning, i den nordöstra delen av landet, omkring 230 kilometer väster om provinshuvudstaden Shenyang. Antalet invånare är 157 044.
Runt Nanpiao är det tätbefolkat, med 427 invånare per kvadratkilometer. Nanpiao är det största samhället i trakten. Trakten runt Nanpiao består till största delen av jordbruksmark.
Genomsnittlig årsnederbörd är 717 millimeter. Den regnigaste månaden är juli, med i genomsnitt 165 mm nederbörd, och den torraste är januari, med 4 mm nederbörd.